# Tadeusz Hollender
Tadeusz Hollender, pseud. Tomasz Wiatraczny, Katapulta, Tholl (ur. 30 maja 1910 w Leżajsku, zm. 31 maja 1943 w Warszawie) – polski poeta, satyryk, felietonista, krytyk literacki, tłumacz. Zginął rozstrzelany przez Niemców w ruinach getta warszawskiego.

## Życiorys
Tadeusz Hollender urodził się w 1910 r. w Leżajsku. Był synem Antoniego Hollendera, inżyniera geometry, i Idy z domu Pisarskiej, nauczycielki. Uczęszczał do gimnazjum w Stanisławowie i Tłumaczu. Należał do Związku Harcerstwa Polskiego. W 1928 r. zdał maturę i rozpoczął rozpoczął studia na wydziale prawa na Uniwersytecie Jana Kazimierza we Lwowie. W 1928 r. zadebiutował w lwowskiej jednodniówce studenckiej, a w 1929 r. krakowski „Ilustrowanym Kurierze Codziennym” (nr 335) opublikował jego wiersz Święty Mikołaj. W 1930 r. przeniósł się na wydział polonistyki. W 1933 r. przerwał naukę i poświęcił się pracy redakcyjnej.

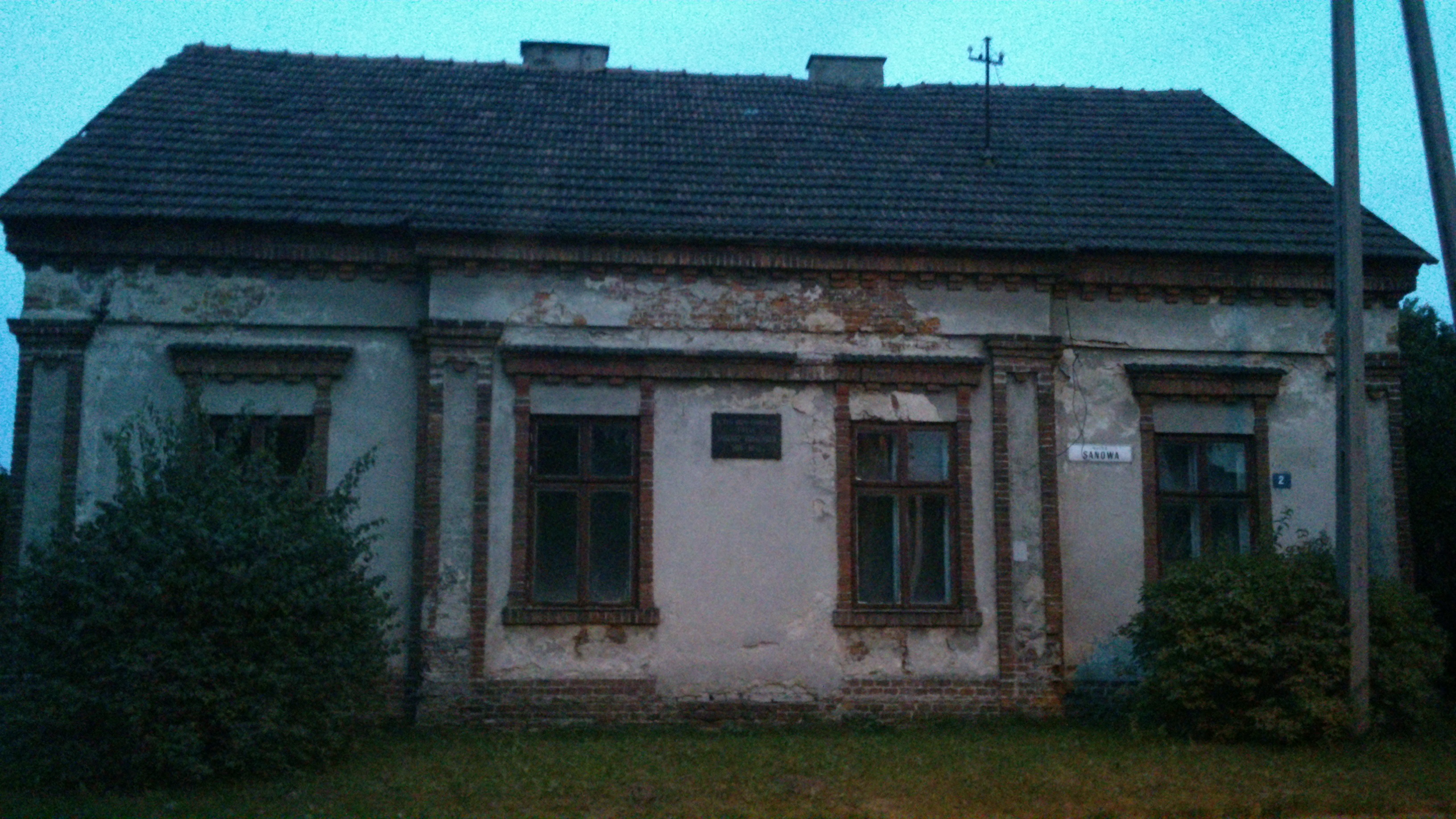
Dom Tadeusza Hollendera w Leżajsku, 2012

Początkowo pisał na łamach lewicującego czasopisma „Kultura Lwowa” , którego redaktorem naczelnym był Kazimierz Lewandowski. W 1933 r. został redaktorem naczelnym ilustrowanego czasopisma Małopolanin. Zgromadził wokół pisma młodych twórców, zmienił też tytuł, początkowo na „Małopolanin – Wczoraj–Dziś–Jutro”, a od numeru piątego 1933 na „Wczoraj–Dziś–Jutro”. Po wydaniu numeru szóstego odszedł z redakcji i w tym samym roku założył razem z Haliną Górską i Karolem Kurylukiem, czasopismo społeczno-kulturalne lewicowej inteligencji – „Sygnały. Miesięcznik. Sprawy Społeczne - Literatura - Sztuka”. Funkcję redaktora naczelnego pełnił od 1 listopada 1933 r. do lipca 1934 r. Pismo zostało zawieszone na prawie półtora roku przez starostwo lwowskie w związku z niespełnieniem żądań cenzur. W 1934 r. zdobył pierwszą nagrodę w Turnieju Młodych Poetów, zorganizowanym przez „Wiadomości Literackie”, za wiersz Stulecie. Od 1934 r. był współpracownikiem tygodnika „Szpilki”. Utwory Hollendera ukazywał się w „Wiadomościach Literackich” (od 1934), „Kamenie” (1935-37), „Skamandrze” (1935-38) i „Lewarze” (1936).
W 1936 r. wydał debiutancki tom wierszy „Czas który minął i inne wiersze”. W tym samym roku cofnięto zakaz wydawania „Sygnałów” i do zespołu redakcyjnego powrócił Hollender. Oprócz własnych tekstów, publikował przekłady z poezji ukraińskiej. W 1936 r. był współorganizatorem Zjazdu Pracowników Kultury we Lwowie. Na początku 1937 r. przeprowadził się do Warszawy, gdzie otrzymał stanowisko redaktora działu literackiego w „Głosie Powszechnym” (luty-maj 1937). W 1937 r. pisał dla czasopisma „Albo-albo” (1937), a w larach 1938-39 dla „Czarno na białem”. W 1938 r. odbył podróż do Palestyny, Turcji, Grecji i Rumunii. Z podróży tej przesyłał reportaże do krajowych pism.
Po wybuchu II wojny światowej początkowo przebywał we Lwowie. W 1939 r. odmówił podpisania serwilistycznej deklaracji pisarzy polskich, witających „zjednoczenie” Ukrainy. Po wkroczeniu Niemców do Lwowa wyjechał w sierpniu 1941 r. do Warszawy. Uczestniczył w konspiracyjnym życiu literackim, redagował i kolportował tajne czasopisma, publikował swoje wiersze na łamach tajnie drukowanej prasy, organizował imprezy artystyczne. Brał udział w Akcji N, współpracował z referatem literackim działu B podwydziału propagandy mobilizacyjnej „Rój” w Biurze Informacji i Propagandy Komendy Głównej Armii Krajowej. Utwory satyryczne i wiersze wydawał pod pseudonimami i anonimowo w konspiracyjnej antologii Słowo prawdziwe (1942) oraz w 1943 r. w czasopismach „Kultura Jutra”, „Demokrata”, „Moskit”.
W 1942 r. zdobył pierwszą nagrodę w konspiracyjnym konkursie poetyckim im. J. Czechowicza za wiersz Wspomnienie z Grecji. W 1943 r., za wiersz Warszawa, otrzymał drugą nagrodę w konkursie zorganizowanym przez „Kulturę Jutra”. W 1943 r. był jednym z redaktorów konspiracyjnie wydanej antologii Anegdota i dowcip wojenny. 19 maja 1943 r. został aresztowany przez gestapo i uwięziony na Pawiaku. 31 maja 1943 r. razem z innymi więźniami został rozstrzelany w ruinach getta warszawskiego.
W twórczości posługiwał się drwiną, żartem, satyrą, atakując m.in. endecję, narodowych radykałów, sanację, mieszczaństwo, feudalizm, Hitlera, czy Mussoliniego.

## Wybrane dzieła
- Czas, który minął i inne wiersze, Lwów, 1936
- Ludzie i pomniki, Warszawa, 1938
- Polska bez Żydów, Lwów, 1938
- Żydzi emigrują z Europy. [Reportaże], 1939
- O kotku Albinie. (Bajka dla dzieci). Prapremiera konspiracyjna: Reżyseria: T. Hollender. Warszawa, Zespół Domowy na ul. Ikara ok. 1942
- Śpiewy dla Ewy, Warszawa, 1942
- Satyry i fraszki, Warszawa, wydanie konspiracyjne, autor podpisany: Tomasz Wiatraczny, 1943